# واهاگن هاکوبیان
واهاگن وُلودیایی هاکوبیان (ارمنی: Վահագն Վոլոդյայի Հակոբյան؛ زادهٔ ۱۹ ژوئیهٔ ۱۹۴۸) یک سیاستمدار اهل ارمنستان است که از تاریخ ۱۹۹۰ تا تاریخ ۱۹۹۹ سمت نمایندگی دوره اول شورای عالی جمهوری ارمنستان و دوره اول مجلس ملی جمهوری ارمنستان را برعهده داشت.

## زندگی‌نامه
در ۱۹ ژوئیهٔ ۱۹۴۸ در نوراتوس به دنیا آمد و از دانشگاه ملی پلی‌تکنیک ارمنستان فارغ‌التحصیل شد. 